# Physis
A physis (ógörögül: φύσις, phusis) görög teológiai, filozófiai és tudományos kifejezés, amit általában „természet”-nek fordítunk.
A kifejezés központi eleme a görög filozófiának, és ennek következtében a nyugati filozófia egészének is. A preszókratikus használatban a phusis a νόμος nomos „törvény, emberi szokás” kifejezéssel állt szemben. Arisztotelész óta azonban a fizikai (a fizika, helyesebben a τὰ φυσικά, „természetes dolgok” tárgya) jellemzően a metafizikai mellé van helyezve.

## Preszókratikus használat
A φύσις szó φύω „nőni, megjelenni” igén alapuló igei főnév. A homéroszi görög nyelvben teljes egészében szó szerint van használva, egy adott növényfaj növekedési módjaként.
A preszókratikus filozófiában, Hérakleitosszal kezdődően, a phusis „növekedés, valamivé válás” etimológiáját megtartva mindig a „természetes” fejlődés értelmében van használva, habár a lényeg az eredeten, vagy a folyamaton, vagy a folyamat végeredményén lehetett. Létezik bizonyíték arra is, hogy a Kr.e. 6. századtól, a ión iskolával kezdődően, a szót használhatták átfogó értelemben is, „minden dolog”-ra utalva, mintegy „Természet”-ként az „univerzum” értelmében.
A szofizmus hagyományában a fogalommal szemben a nomosz (νόμος), „törvény” vagy „szokás” állt, abban a vitában, hogy az emberi létezés mely részei természetesek, és melyek megszokás általiak. A phisis kontra nomosz ellentéte alkalmazható bármely tárgyra, hasonlóan a „természet kontra nevelés” modern ellentétéhez.

## Platón Törvényeiben
A Törvények 10. könyvében Platón kritikával illeti azokat, akik peri phuseōs műveket írnak. A kritika az, hogy az ilyen szerzők a világ tisztán „naturalisztikus” magyarázatára próbálnak összpontosítani, figyelmen kívül hagyva a „szándék” vagy technē szerepét, és ezáltal beleesnek a naiv ateizmus hibájába. Platón még Hésziodoszt is ezzel vádolja meg, annak okán, hogy az istenek Hésziodosznál a fizikai világegyetem létrehozása után ősi entitásokból „nőnek” ki.
„Természeten nyilván azt a teremtő erőt értik, amely az első létezőket létrehozza: ha most már a lélek bizonyul elsőnek, s nem a tűz vagy a levegő, hanem a lélek keletkezett a legelsők között, akkor nyilván helyesen mondhatjuk el róla, hogy ő igazán és kiváltképp természettől van. Így áll a dolog, ha az ember be tudja bizonyítani, hogy a lélek valóban régebbi és elsődlegesebb a testnél - különben azonban megdől egész felfogásunk.”
- Platón: Törvények, Tizedik Könyv (892c) - Kövendi Dénes fordítása

## Arisztotelész
Atisztotelész a „physis” meghatározását annak okán kereste, hogy bebizonyítsa, egynél több meghatározása van a „physis"-nek, és egynél több módja a természet értelmezésének. „Bár Arisztotelész megtartja a »physis« ókori értelmét, mint növekedés, ragaszkodik hozzá, hogy a »physis« helyes meghatározásához szükség van az anyagi, cél-, formai és hatóok alkotta négy ok (aitia) különböző szempontjaira.” Arisztotelész hitt benne, hogy a természetben magában megvan a saját forrása az anyagnak (anyagi), erőnek/mozgásnak (ható-), formának és végnek (cél-). Arisztotelész „physis” meghatározásának egyedülálló tulajdonsága volt kapcsolata a művészet és a természet között. Arisztotelész azt mondta, hogy a „physis” (természet) függ a technétől (művészet). „A művészet és a természet közti kritikai megkülönböztetés különböző hatóokukhoz kapcsolódik: a természet a mozgás saját forrása, míg a technének mindig szüksége van a mozgáshoz egy önmagán kívüli forrásra.” Amit Arisztotelész megpróbált megvilágítani, az az volt, hogy a művészetben magában nincs meg a formája vagy mozgásának forrása. Gondoljunk a folyamatra, amint egy makkból tölgyfa lesz. Ez egy természetes folyamat, amelynek megvan a mögöttes hajtóereje. Nem létezik olyan külső erő, amely ezt a makkot a végső állapotába hajtaná, hanem fokozatosan fejlődik egy meghatározott cél felé (telosz).

## Bibliai használat
Bár a φύσις-t gyakran használta a hellenisztikus filozófia, csak tizennégyszer használják az Újszövetségben (ebből tízszer Pál írásaiban.) Jelentése Pál írásaiban változó. Egyik használata a dolgok meghatározott vagy természetes rendjére vonatkozik, mint a Róm 2:14-ben, ahol Pál azt írja, „Mert amikor a pogányok, akiknek nincsen törvényük, természet szerint a törvény dolgait cselekszik, akkor ők, törvényük nem lévén, önmaguknak törvényük,” A φύσις másik, a „természetes rend” értelmében való használata a Róm 1:26-ban található, ahol azt írja, „ugyanígy a férfiak is elhagyták az asszonnyal való természetes élést, egymásra gerjedtek bujaságukban,” Az 1Kor 11:14-ben Pál azt kérdezi, „Nemde maga a természet is arra tanít-e titeket, hogy szégyen a férfinak, ha hosszú hajat növeszt?”
A φύσις ilyen, egy „természetes rendre” utaló használata a Róm 1:26-ban és a 1Kor 11:14-ben a sztoikus filozófia hatása lehetett. A görög filozófusoknak, beleértve Arisztotelészt és a sztoikusokat, tulajdonítják az ember alkotta törvények és az egyetemes érvényességű természeti törvények megkülönböztetését, de Gerhard Kittel állítása szerint a sztoikus filozófusok a νόμος (törvény) és a φύσις (természet) elképzeléseinek kombinációjával nem voltak képesek létrehozni a „természeti törvény” elképzelését abban az értelemben, ahogy azt a judeo-keresztény teológia lehetővé tette.
A kegyelem általi üdvözülés Páli teológiájának részeként az Ef 2:3-ban Pál arról ír, hogy „Egykor mi mindnyájan ezek között forgolódtunk, követve testünk kívánságait, cselekedve a test és a gondolatok akaratát, és a természet szerint a harag fiai voltunk, mint mások is.” A következő versben ezt írja, „kegyelemből van üdvösségetek”.

## Használata a patrisztikus teológiában
A korai keresztény korszak teológusai különböztek ezen kifejezés használatában. Az antiochiai körökben ez jelentette Krisztus, konkrét jellegzetességek és tulajdonságok összességének vett emberségét és istenségét. Az alexandriai gondolkodásban egy konkrét egyént vagy független létezőt jelentett, és közelített a hiposztázishoz anélkül, hogy szinonímája lenne. Míg többé-kevésbé ugyanarra a dologra utal mint az ousia, sokkal tapasztalatibb és leíróbb a funkcióra összpontosítva, míg az ousia metafizikai, és a valóságra összpontosít jobban. Bár megtalálható a Szentháromság vita kontextusában is, Alexandriai Kürillosz krisztológiájában kiemelkedő jelentőségű.

## Modern használata
A görög phusikos melléknév számos alakban van jelen a modern nyelvekben: mint fizika, „a természert tanulmányozása, mint fizikai physical (a középkori latin physicalis útján), utalva mind a fizikára (a természet, az anyagi univerzum tanulmányozására), mind az emberi testre. A fiziológia (physiologia) egy 16. századi kitalált szó (Jean Fernel). A fizikum kifejezés, „egy személy testi felépítése” értelmében egy 19. századi francia jövevényszó.
Az orvostudományban a -physis elem növekmény értelemmel olyan összetételekben szerepel, mint a szimfízis, az epifízis és több más. A physis utal a „növekedési lemezre”, vagy a hosszú csontok végén található növekedési helyre.

## Fordítás
Ez a szócikk részben vagy egészben  a   physis című angol Wikipédia-szócikk ezen változatának fordításán alapul.  Az eredeti cikk szerkesztőit annak laptörténete sorolja fel. Ez a jelzés csupán a megfogalmazás eredetét és a szerzői jogokat jelzi, nem szolgál a cikkben szereplő információk forrásmegjelöléseként.